# William D. Fulton

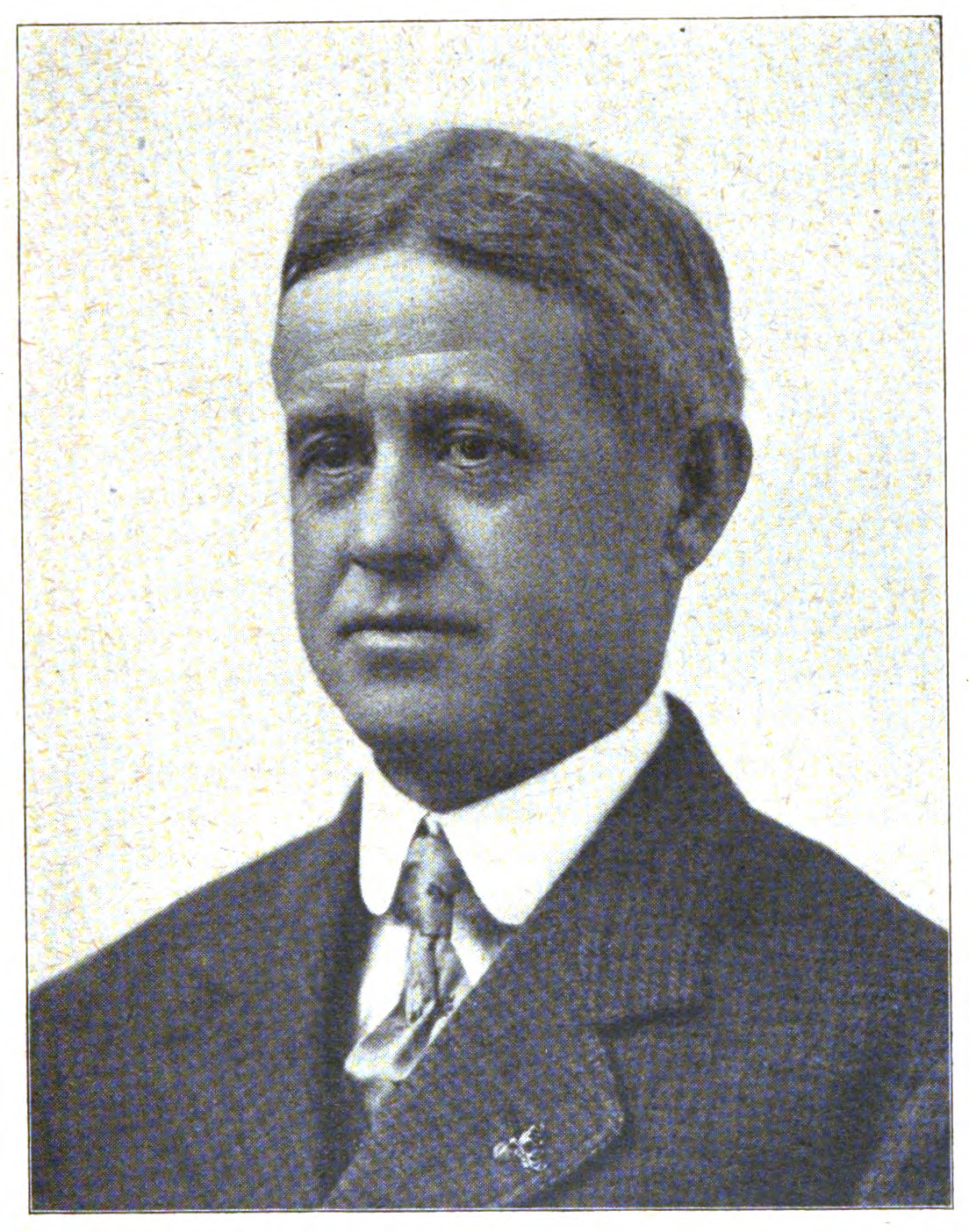
William D. Fulton (1918)

William Duane Fulton (* 27. Mai 1864 in Homer, Ohio; † 2. März 1925 in Mount Clemens, Michigan) war ein US-amerikanischer Jurist und Politiker (Demokratische Partei). Er saß im Repräsentantenhaus von Ohio und war von 1917 bis 1919 Secretary of State von Ohio.

## Werdegang
William Duane Fulton, Sohn von Rachel Carver (1829–1889) und William Fulton (1820–1896), wurde während des Bürgerkrieges im Licking County geboren. Er besuchte öffentliche Schulen und graduierte an der Denison University in Granville (Ohio). Fulton studierte Jura, erhielt seine Zulassung als Anwalt und begann dann in Newark (Ohio) zu praktizieren. Er war als City Solicitor tätig und saß im Stadtrat. Man wählte ihn in das Repräsentantenhaus von Ohio, wo er von 1911 bis 1912 und von 1913 bis 1914 tätig war. Während seiner letzten Amtszeit verfasste er den Gesetzesentwurf zu Gerrymandering für Kongressbezirke von Ohio. 1916 wurde Fulton zum Secretary of State gewählt – ein Posten, den er von 1917 bis 1919 innehatte. Fulton war mit Josephine Maud Wintermuth (1866–1940) aus Newark verheiratet. Das Paar hatte drei Töchter und einen Sohn. Er verstarb am 2. März 1925 in Mount Clemens (Michigan) und wurde dann auf dem Cedar Hill Cemetery in Newark beigesetzt.